# Chute-Saint-Philippe
Chute-Saint-Philippe è un comune del Canada, situato nella provincia del Québec, nella regione di Laurentides.